# Club Playa Azul (Venezuela)
El Club Playa Azul de Naiguatá está ubicado al lado del Club Puerto Azul cerca de Naiguatá, siendo un club social y deportivo muy importante de Venezuela.

## Historia
El Club fue financiado en los años cincuenta del siglo XX por empresarios venezolanos, para el esparcimiento de familias pudientes principalmente de Caracas. El club fue creado en 1956 y es obra del arquitecto Coto.

El arquitecto venezolano Álvaro Coto, se inspiró en Félix Candela, con sus obras de Paraboloide Hiperbólico. Coto no quiso desentonar con la tradición y belleza natural propia de las costas de Naiguatá, por lo que decidió proponer edificaciones con características que lo hiciesen parte de las playas del estado Vargas, a través de un diseño sublime que asemeja la estructura del movimiento de las olas.Fundación P.A.

La playa del Club quedó muy dañada con el maremoto de 1967 (que hizo muchas víctimas en Macuto y Naiguatá), pero fue reconstruida en pocos meses.
El Club dispone de muchas instalaciones, desde piscinas y canchas de voleibol hasta restaurantes.  Unos dos mil Venezolanos con sus familiares disfrutan de sus instalaciones, siendo socios miembros.
El Club Playa Azul tiene una superficie de casi dos km², con un estacionamiento para mil carros. Es una importante fuente de trabajo para centenares de empleados que viven en la vecina Naiguatá.